# Ascari F-GT
L'Ascari F-GT est la première supercar produite par le constructeur automobile britannique Ascari Cars entre 1992 et 1997.

## Moteur
Le moteur, d'origine BMW, est un V8 à 90° de 4 600 cm3 de cylindrée développant 286 chevaux. Elle affiche une vitesse maximale de 282 km/h et un 0 à 100 km/h en 4,7 secondes.

## Performances
- Vitesse maximale : 282 km/h
- 0-100 : 4,7 secondes
- Rapport Poids/Puissance : 4,371 kg/ch
- Rapport Puissance/Litre : 62,174 ch/litre

## Autres versions
Des versions de course suivirent par la suite :
- De 1995 à 1996, une version équipée d'un V8 Ford de 5,7 L de cylindrée (le même que la De Tomaso Pantera) développant 550 chevaux.
- En 1997, une autre version équipée d'un V8 BMW de 4 L de cylindrée développant 650 chevaux grâce à deux turbos.